# Susie Owens
Susie Diane Owens (Arkansas City, 28 de mayo de 1956) es una modelo y actriz estadounidense. Fue Playmate del Mes para la revista Playboy en marzo de 1988. En el número de mayo de 1993, ella fue utilizada como la modelo para la heroína del cómic "Flaxen", y también hizo apariciones públicas disfrazada, pero el personaje no gustó a la audiencia.